# 22626 Jengordinier
22626 Jengordinier è un asteroide della fascia principale. Scoperto nel 1998, presenta un'orbita caratterizzata da un semiasse maggiore pari a 2,3449521 UA e da un'eccentricità di 0,1201587, inclinata di 6,54154° rispetto all'eclittica.